# تبرعم داخلي
التبرعم الداخلي (بالإنجليزية: Endodyogeny)‏ هي عملية تكاثر لاجنسي توجد في أنواع مختلفة من الأوليات المتطفلة مثل المقوسة الغوندية.
هذه العملية تتضمن إنشاء خليتين جديدتين داخل الخلية الأم، وسوف تستهلك الخلايا الجديدة هذه الخلية الأم إلى أن تنفصل هذه الخلايا.